# Edmond Herbert Grove-Hills
Edmond Herbert Grove-Hills (1er août 1864 - 2 octobre 1922) est un soldat et astronome britannique ,.

## Biographie
Il est le fils d'Herbert Augustus et d'Anna (née Grove, fille de William Grove) Hills à High Head Castle, Cumberland et fait ses études au Winchester College jusqu'en 1882, après quoi il entre à l'Académie royale militaire de Woolwich . Il adopte le nom de famille Grove-Hills.
Il reçoit une commission de lieutenant dans les Royal Engineers le 5 juillet 1884 et est promu capitaine le 1er avril 1893 . Il travaille comme instructeur à la Royal School of Military Engineering de Chatham, puis est transféré à des fonctions d'arpentage en tant que membre de l'état-major général. En septembre 1900, il est nommé sous-adjudant général adjoint (DAAG) au War Office et promu major le 25 juillet 1901. Il est engagé dans le tribunal britannique pour arbitrer le différend frontalier entre le Chili et l'Argentine. Pour ce service, il est nommé Compagnon de l'Ordre de Saint-Michel et Saint-Georges (CMG) en décembre 1902.
Il quitte l'armée vers 1905 et tente sans succès d'entrer en politique.
Il est élu membre de la Royal Society en 1911. Il développe un intérêt pour l'astronomie et est élu membre de la Royal Astronomical Society. Il participe aux observations d'éclipses de soleil en 1896 (Japon) et 1898 (Inde). Il est rappelé d'un exercice similaire en Russie au déclenchement de la Première Guerre mondiale en 1914 et nommé ingénieur en chef adjoint du Commandement de l'Est. Il est fait CBE en 1918.
Il est président de la Royal Astronomical Society de 1913 à 1915.
Il épouse en 1892 Juliet Spencer-Bell, fille du député James Spencer-Bell. Il est enterré au cimetière de Kensal Green, à Londres.